# M2All Shock Volume 3
M2All Shock Volume 3 è una raccolta di pezzi dance e house pubblicata dalla radio m2o.
Le tracce sono state scelte e mixate da Provenzano Dj. Questa compilation si caratterizza perché è un dual disc: su un lato del disco ci sono le canzoni, mentre sull'altro lato c'è un DVD con i video delle canzoni, sempre mixati da Provenzano Dj. La compilation deriva dall'omonimo programma m2 All Shock che andava in onda in contemporanea su m2o e sul canale satellitare All Music il sabato dalle 22:00 alle 24:00.

## Tracklist
1. Bob Sinclar & Cutee B. feat. Dollarman & Big Ali - Rock This Party (London 909's vocal mix)
2. Dirty Old Ann - Turn Me On
3. Molella vs Tony - Love Resurrection (Berlin Mix)
4. David Guetta vs. The Egg - Love Don't Let Me Go (Walking Away)
5. Fedde Le Grand - Put Your Hands Up For Detroit (Dj Delicious & Till West Remix)
6. Johnny Crockett - E For Elektro
7. Eddie Thoneick feat. Berget Lewis - Deeper Love
8. Frank Ti-Aya feat. Yardi Don - One Love, World Love
9. Starting Rock feat. Diva Avari - Don't Go
10. Danzel vs. DJ F.R.A.N.K. - My Arms Keep Missing You
11. Karm - Love Forever (Promiseland Remix)
12. 89ers - Ritmo Forte
13. Gabry Ponte - U.N.D.E.R.G.R.O.U.N.D.
14. Age Pee - Hymn
15. Filtercut - Techno Love (Dj Torre Remix)